# Presentacion
Presentacion (Parubcan) ist eine philippinische Stadtgemeinde in der Provinz Camarines Sur. Sie hat 20.996 Einwohner (Zensus 1. August 2015). Presentacion liegt auf der Caramoan-Halbinsel an der nordwestlichen Küste des Golf von Lagonoy. 

## Baranggays
Presentacion ist administrativ in 18 Baranggays unterteilt.
| - Ayugao - Bagong Sirang - Baliguian - Bantugan - Bicalen - Bitaogan - Buena Vista - Bulalacao - Cagnipa | - Lagha - Lidong - Liwaksa - Maangas - Pagsangaan - Patrocino - Pili - Sta. Maria - Tanauan |